# Paris 1313
Paris 1313: The Mystery of Notre-Dame Cathedral là tựa game phiêu lưu được phát hành vào năm 2001, do hãng Dramaera phát triển và là sản phẩm hợp tác giữa Index+, Canal+ Multimedia, France Telecom Multimedia và Microïds. Musée National du Moyen Age, (Bảo tàng Quốc gia thời Trung Cổ) đã tích cực đóng góp cho trò chơi này.

## Cốt truyện
Trò chơi này, như tiêu đề mô tả, lấy bối cảnh vào năm 1313 tại Paris, Pháp. Trong lễ kỷ niệm trước Nhà thờ Đức Bà, Adam, một thợ kim hoàn làm việc thay mặt nhà vua, đã biến mất một cách bí ẩn. Người chơi đảm nhận vai trò của ba nhân vật bắt đầu tìm kiếm Adam; Jacques, anh trai của Adam, nữ diễn viên Rosemonde, và tay diễn xiếc thú Pierre de Cinnq-Ormes. Mỗi nhân vật phải hỗ trợ lẫn nhau, tránh đủ loại bẫy và tìm ra tất cả các manh mối kịp thời. Các yếu tố khác trong game gồm có việc tham gia vào một cuộc thi bắn cung, và la cà các quán rượu ở Paris để thu thập thông tin.

## Lối chơi
Lối chơi hệt như thể loại phiêu lưu trỏ và nhấp đơn giản, người chơi chỉ việc thu thập thông tin từ các nhân vật và sử dụng vật phẩm trong kho đồ của họ để giải câu đố.

## Đón nhận
Ray Ivey của Just Adventure nghĩ rằng game khá ngắn nhưng thú vị. Mélo của JeuxVideo đã ca ngợi phần thiết kế đồ họa "hoành tráng" và độ xác thực về mặt lịch sử trong từng món đồ và đạo cụ của trò chơi.